# Unierzyż
Unierzyż (prononciation : [uˈɲeʐɨʂ]) est un village polonais de la gmina de Strzegowo dans le powiat de Mława de la voïvodie de Mazovie dans le centre-est de la Pologne.
Il se situe à environ 30 km au sud de Mława (siège du powiat) et à 85 km au nord-ouest de Varsovie (capitale de la Pologne).
Le village compte approximativement une population de 222 habitants.

## Histoire
De 1975 à 1998, le village appartenait administrativement à la voïvodie de Ciechanów.